# Muzeum Aš
Muzeum Aš je městské muzeum v Aši. Muzeum je členem Asociace muzeí a galerií České republiky.

## Historie muzea
Národopisné a textilní muzeum Aš se nachází v obnovené budově po továrníkovi Klaubertovi, který ji nechal postavit na místě bývalého zámku rodu von Zedtwitz vedle kostela sv. Mikuláše. Na hradním kopci se nacházejí stopy po bývalých obranných hradbách, které jsou přístupné v parku a po pěších cestách. Zvenčí jsou v rámci lapidária vystaveny náhrobní kameny z bývalého protestantského hřbitova.
Muzeum se zabývá historií města a okolí. Mezi exponáty je několik kamenných křížů a grafiky dalších kamenných křížů z okolí. Dochovalo se několik epitafů šlechtického rodu Zedtwitzů, původně v blízkosti evangelického kostela, který v roce 1960 padl za oběť požáru. Historické centrum města bylo obnoveno jako model. Mezi mnoha památkami ve městě jsou k vidění náčrty Goethova pomníku. Výrobky, historie firem a výrobní prostředky ilustrují etapu industrializace. Součástí je půdorys a pohledy na železniční stanici.
V roce 1986 byla otevřena výstava o vývoji regionálního textilního průmyslu od počátků textilních technologií (předení, tkaní, pletení, barvení) do poloviny 20. století. Exponáty tkalcovských a pletacích strojů jsou v provozuschopném stavu. Vedle rukavičkářství je dalším tématem oděvní móda od konce 19. do počátku 20. století.
Muzeum bylo založeno roku 1892, od počátku ovšem mělo problémy s umístěním své sbírky. Na počátku 20. let 20. století byly sbírky umístěny ve dvou místnostech gymnázia. V roce 1958 muzeum přesídlilo do budovy někdejší radnice, od roku 1966 sídlí v budově tzv. zámečku na Mikulášském vrchu. V této budově se nachází expozice Textilní muzeum. Od roku 2014 je druhým sídlem muzea budova bývalé hasičské zbrojnice, v níž se nachází expozice Muzeum Ašska. Při muzeu působí Společnost pro výzkum kamenných křížů.

## Sbírka

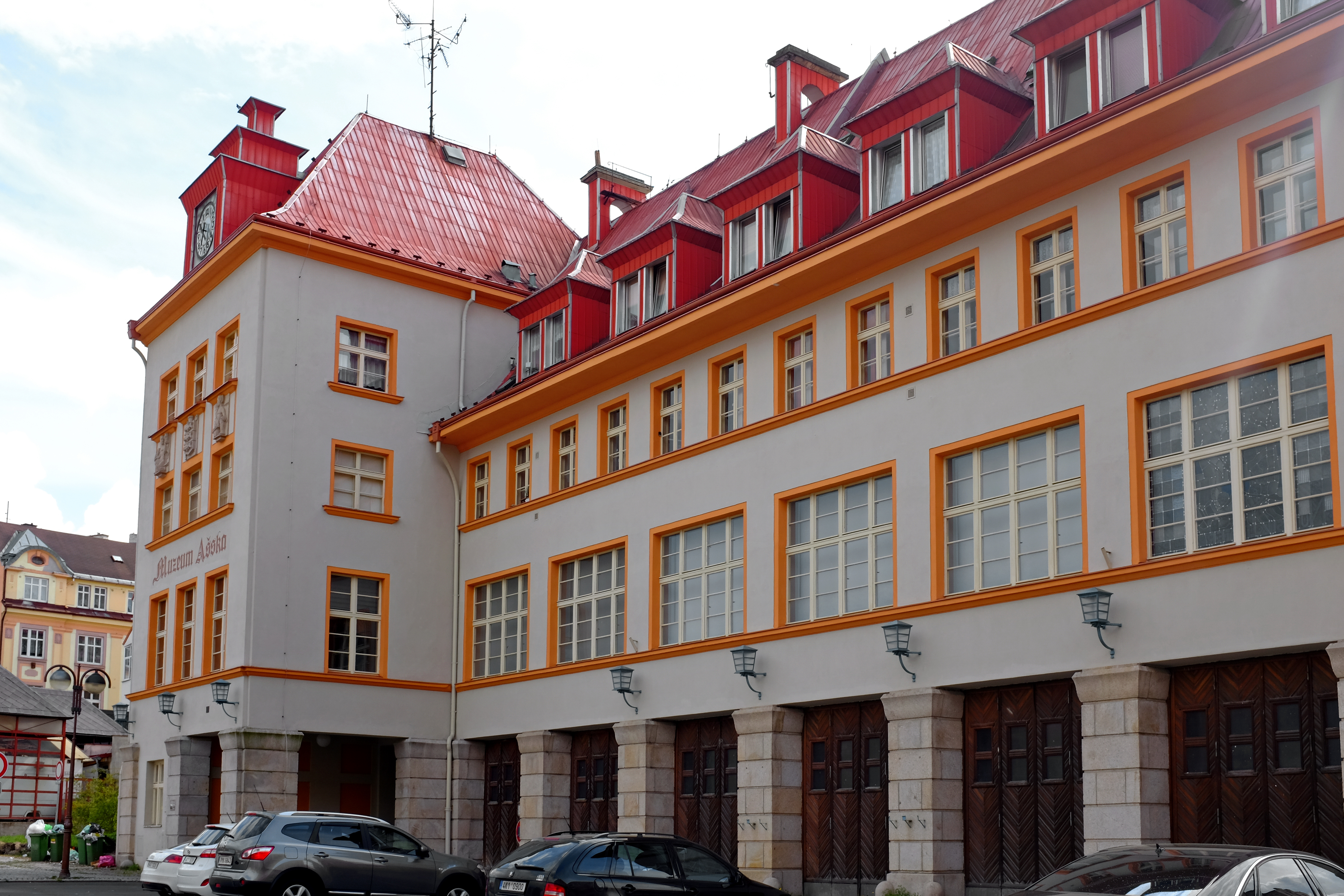
Muzeum Ašska – součást Muzea Aš

Sbírkové předměty uchovávané muzeem dokumentují především textilní historii města a regionu (unikátní je sbírka 22 000 párů rukaviček). Dále jsou zastoupeny předměty národopisného charakteru.